# Alfred Daviel
Pour les articles homonymes, voir Daviel.
Alfred Daviel, né à Évreux le 3 mars 1800, mort à Paris le 12 juin 1856, est un juriste et un homme politique français. Il est ministre de la Justice du 1er novembre 1851 au 3 décembre 1851 dans le gouvernement Louis-Napoléon Bonaparte.

## Biographie
Fils de François-Denis-Hyacinthe Daviel, avocat, et d'Hortense Delaroche, il est le petit-neveu du célèbre oculiste rouennais Jacques Daviel (1696-1762). 
Il suit les cours de droit à Paris mais revient dans sa région natale exercer la profession d'avocat à la Cour de Rouen dès 1821.
En 1823, il reçoit une médaille de trois cents francs de l'Académie de Rouen pour un mémoire sur cette question : « Quelle fut, sous les ducs de Normandie depuis Rollon jusques et y compris Jean sans Terre, l'administration civile, judiciaire et militaire de la province ? 
Il se fait remarquer par ses plaidoiries et par ses confrères qui l'élisent bâtonnier de l'Ordre des avocats de Rouen. Fréquentant les milieux libéraux et franc-maçonniques rouennais, il s'oppose sans relâche au régime de la Restauration. 
Pour cette résistance, le gouvernement de Louis-Philippe le décore de la médaille de Juillet et le ministre de la Justice, Dupont de l'Eure, le nomme le 3 septembre 1830, premier avocat général à Rouen. 
Contre l'attitude réactionnaire du procureur général Moyne, nommé en 1832, qui manœuvre la révocation de deux de ses collègues et amis bonapartistes, Daviel prend la décision courageuse de démissionner. 
Il regagne le barreau de Rouen et se charge de la défense d'opposants et d'écrivains politiques tel Armand Carrel, en 1834. 
Pour s'assurer une certaine indépendance et éviter toute censure, Daviel repousse l'étiquette de républicain en publiant, en 1836, un plaidoyer imprimé. Salué de nouveau pour son action au barreau, il est élu bâtonnier de son Ordre en 1843 et de nouveau en 1845. 
Le gouvernement de Louis-Napoléon Bonaparte saura distinguer le dévouement d'Alfred Daviel : en février 1850, il est nommé à la première place du parquet général de Rouen. 
À peine a-t-il réintégré la magistrature comme procureur général que le prince-président lui propose le poste de ministre de la Justice, le 1er novembre 1850. 
Il occupe le ministère de la place Vendôme très brièvement (quelques semaines) jusqu'au coup d'État : il ne laisse aucune trace politique de son passage et regagne son parquet. 
Sa flamme bonapartiste lui assure un avancement rapide dans l'Ordre de la Légion d'honneur : en 1850, il est fait chevalier, en 1852, officier et en 1853, commandeur. Ardent défenseur de la politique impériale, l'Empereur lui témoigne sa reconnaissance en l'élevant à la dignité de sénateur, le 19 juin 1854. À la chambre haute, il vote fidèlement avec ses amis impérialistes. Parallèlement à son mandat sénatorial, il continue sa carrière judiciaire : en 1854, il reçoit le titre de premier président honoraire de la Cour impériale de Rouen. Il meurt à Paris le 12 juin 1856. 
Localement, Alfred Daviel a fait partie du Conseil municipal de Rouen dès 1830 et du conseil général de la Seine-Inférieure. 
Il a laissé diverses publications dont plusieurs ouvrages de jurisprudence : Examen de l'ordonnance du 20 novembre 1822, concernant l'Ordre des avocats (1822) ; son Traité de la législation et de la pratique des cours d'eau (1824) apporte des solutions expertes à une matière litigieuse ; Lettres (adressées à Me Isambert) sur la liberté individuelle dans l'ancien droit normand (1827) ; De la résistance passive (1829) dans lequel il s'oppose à la politique gouvernementale de Charles X ; Recherches sur l'origine de l'ancienne coutume de Normandie (1834) ; Commentaire de la loi du 29 avril 1845 sur les irrigations (1845). 
Il a participé aussi à différents travaux publiés dans des revues juridiques spécialisées, comme la Revue de législation et de jurisprudence et est l'un des auteurs du Dictionnaire général d'administration (1849).
Alfred Daviel était le grand-oncle du célèbre directeur de théâtre Jacques Hébertot, né André Daviel (1886-1970).

## Distinctions
- Commandeur de la Légion d'honneur (1853)

## Sources
- Pierre-Aubin Paillart, Rapport de M. Paillart sur divers ouvrages de M. Alfred Daviel, Académie des sciences, belles-lettres et arts de Rouen, 1835
- « Alfred Daviel », dans Adolphe Robert et Gaston Cougny, Dictionnaire des parlementaires français, Edgar Bourloton, 1889-1891 [détail de l’édition]